# Bernhard Romberg

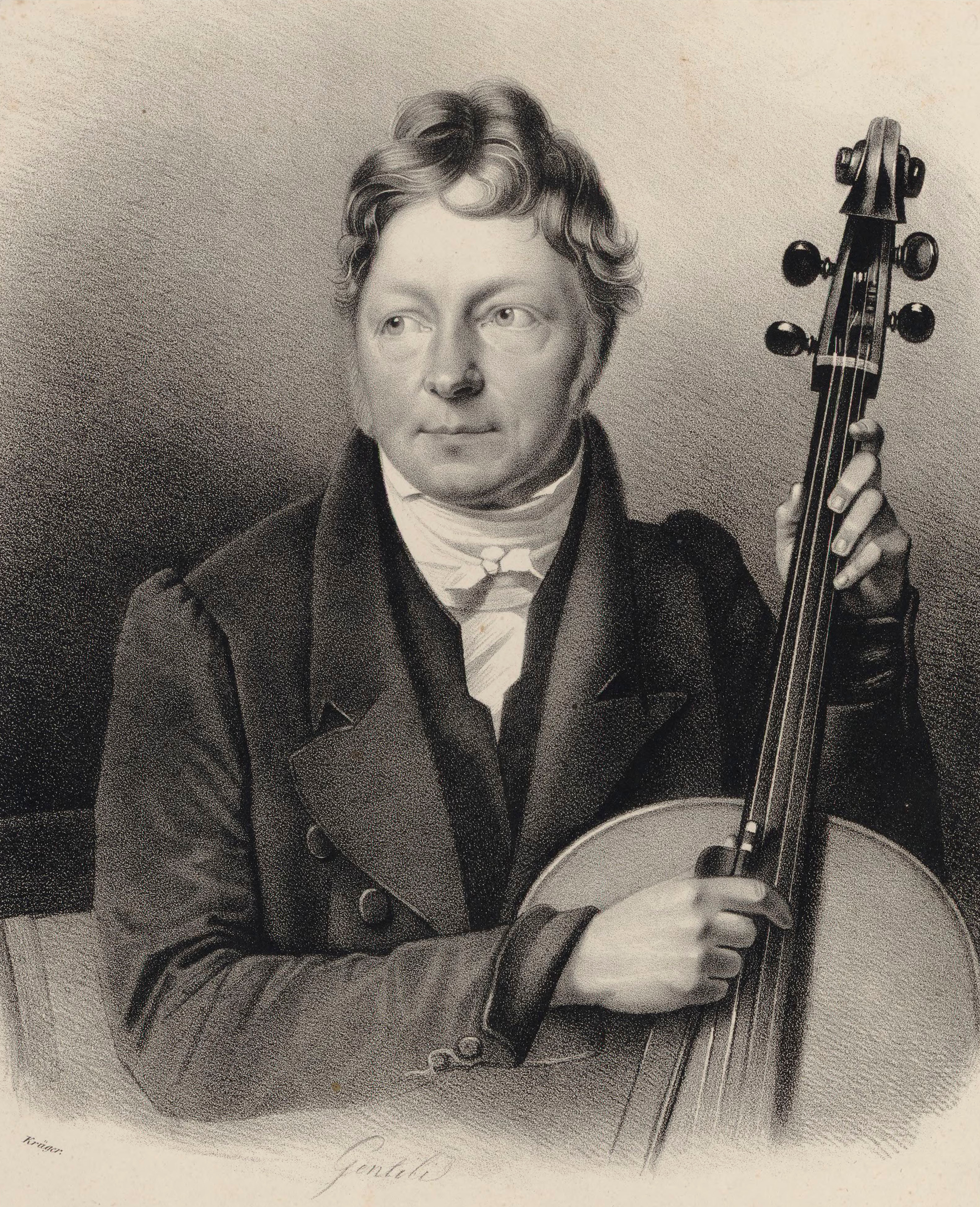
Bernhard Romberg.

Bernhard Heinrich Romberg, född den 11, 12 eller  13 november 1767 i hertigdömet Dinklage, Oldenburg, död den 13 augusti 1841 i Hamburg, var en tysk kompositör, violoncellist. Han var morfar till Bernhard Hildebrand-Romberg.
Romberg delade i ungdomen sin kusins Andreas konserttriumfer och anställning i Bonn. Han var 1801–1803 anställd som professor i cellospel vid konservatoriet i Paris och 1805 som solocellist i hovkapellet i Berlin. Han gjorde större konsertresor till bland annat Österrike, Ryssland ochSverige (1813, 1821, 1827). Åren 1815–1819 var han hovkapellmästare i Berlin, därefter hade han fast ingen anställning. 
Romberg blev en förebild för det senare violoncellspelet. Hans samtida höll honom för mästare i avseende på tonskönhet, säker teknik, ädelt uttryck samt friska och eleganta tolkningar. Han skrev tre symfonier, 11 cellokonserter, en mängd solostycken för cello, stråkkvartetter, annan instrumentalmusik, däribland fantasier över svenska, spanska, österrikiska, polska, ryska och rumänska folkvisor, några operor och skådespelsmusik.